# Polypedilum saetheri
Polypedilum saetheri är en tvåvingeart som beskrevs av Moubayed-breil 2007. Polypedilum saetheri ingår i släktet Polypedilum och familjen fjädermyggor.
Artens utbredningsområde är Frankrike. Inga underarter finns listade i Catalogue of Life.